# Marșul femeilor (2017)
Marșul femeilor a fost o amplă mișcare de protest care a avut loc în mai multe orașe ale lumii, pe 21 și 22 ianuarie 2017 (în funcție de fusul orar). Protestul a avut ca scop promovarea drepturilor femeilor și ale comunității LGBT și stoparea inechităților sociale cu care unele categorii de oameni se confruntă (populația de culoare, femeile, LGBT). Având ca punct de pornire Washington, D.C., protestul a avut loc la doar o zi de la instalarea oficială a lui Donald Trump în funcția de președinte al SUA și a atras sute de manifestări de solidaritate în toată America și toate colțurile lumii.

## Participanți
La marș au participat nume sonore din lumea filmului, muzicii, politicii și nu numai:
- Alicia Keys
- Vanessa Hudgens
- John Kerry
- Jake și Maggie Gyllenhaal
- Natalie Portman
- Miley Cyrus
- Bella Thorne
- Ariana Grande
- Jane Fonda
- John Legend
- Emma Watson
- Drew Barrymore
- Charlize Theron
- Zendaya
- Gillian Anderson
- Helen Mirren
- Ian McKellen
- Katy Perry
- Kristen Stewart
- Scarlett Johansson
- Cher
- Jessica Chastain
- Rita Ora
- Katie Holmes
- Laura Dern
- Helen Hunt
- Fran Drescher
- Chloë Grace Moretz
- Kesha
- James Franco
- Laverne Cox
- Julia Louis-Dreyfus
- Rihanna
- Jamie Lee Curtis
- Barbra Streisand
- Olivia Wilde
- Demi Lovato
- Jessica Biel
- Brie Larson
- Madonna
- Pink
- Victoria Beckham
- Lupita Nyong'o
- Chris Colfer
- Joseph Gordon-Levitt
- Bridgit Mendler
- Sia
- Alec Baldwin
- Téa Leoni
- Chris Rock
- Evan Rachel Wood
- Julia Roberts
- Macklemore
- Melanie Martinez

## Galerie

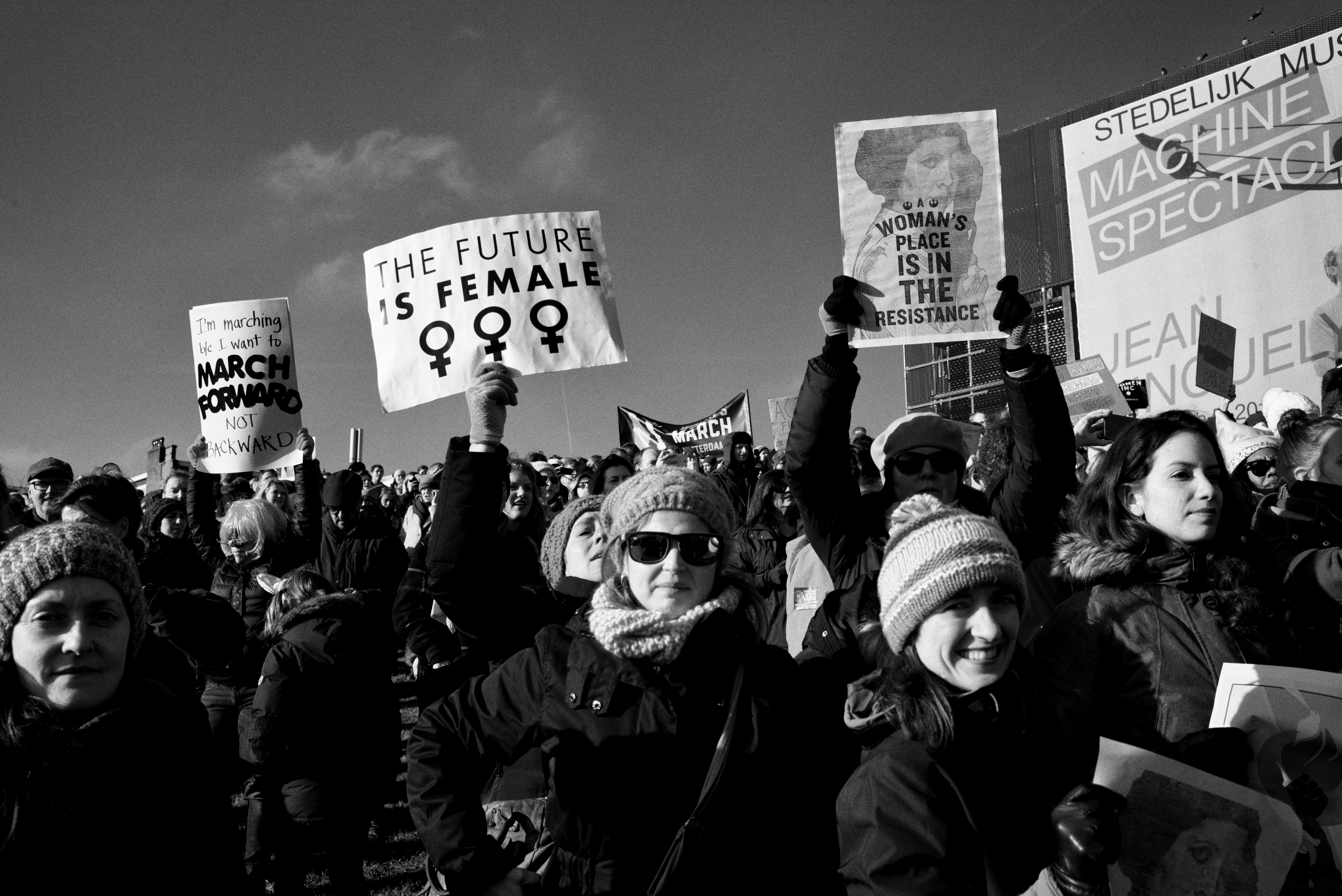
Amsterdam
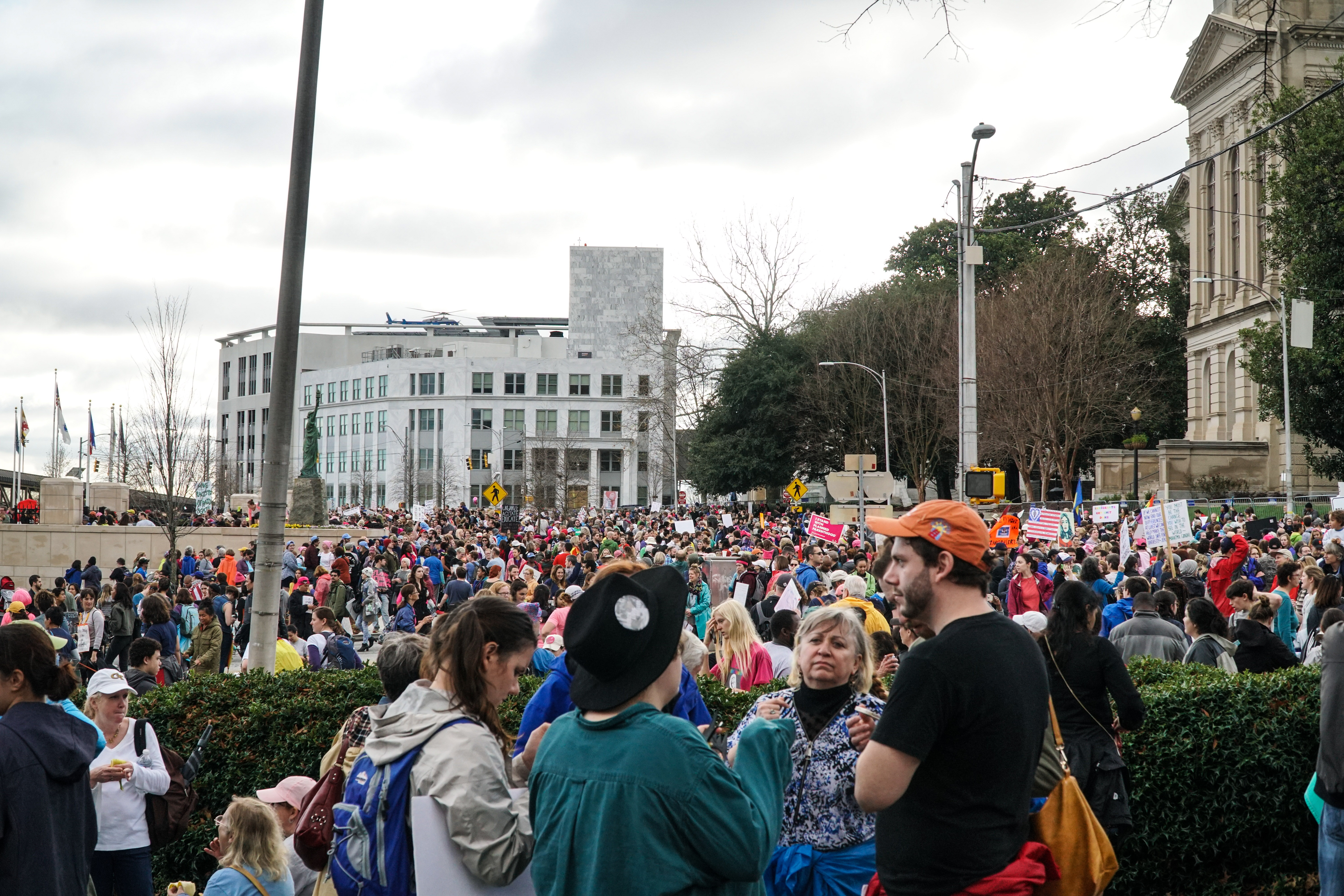
Atlanta
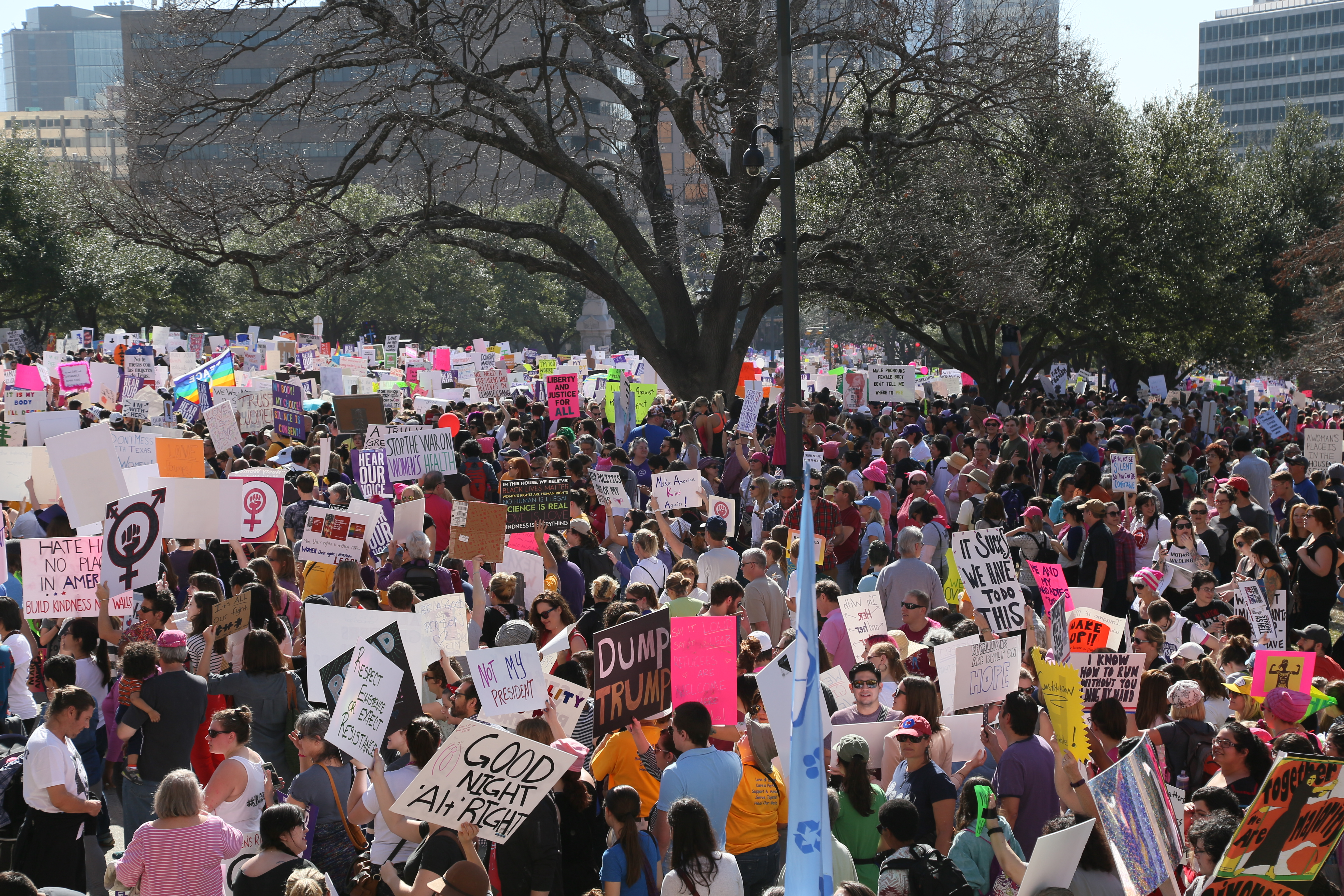
Austin
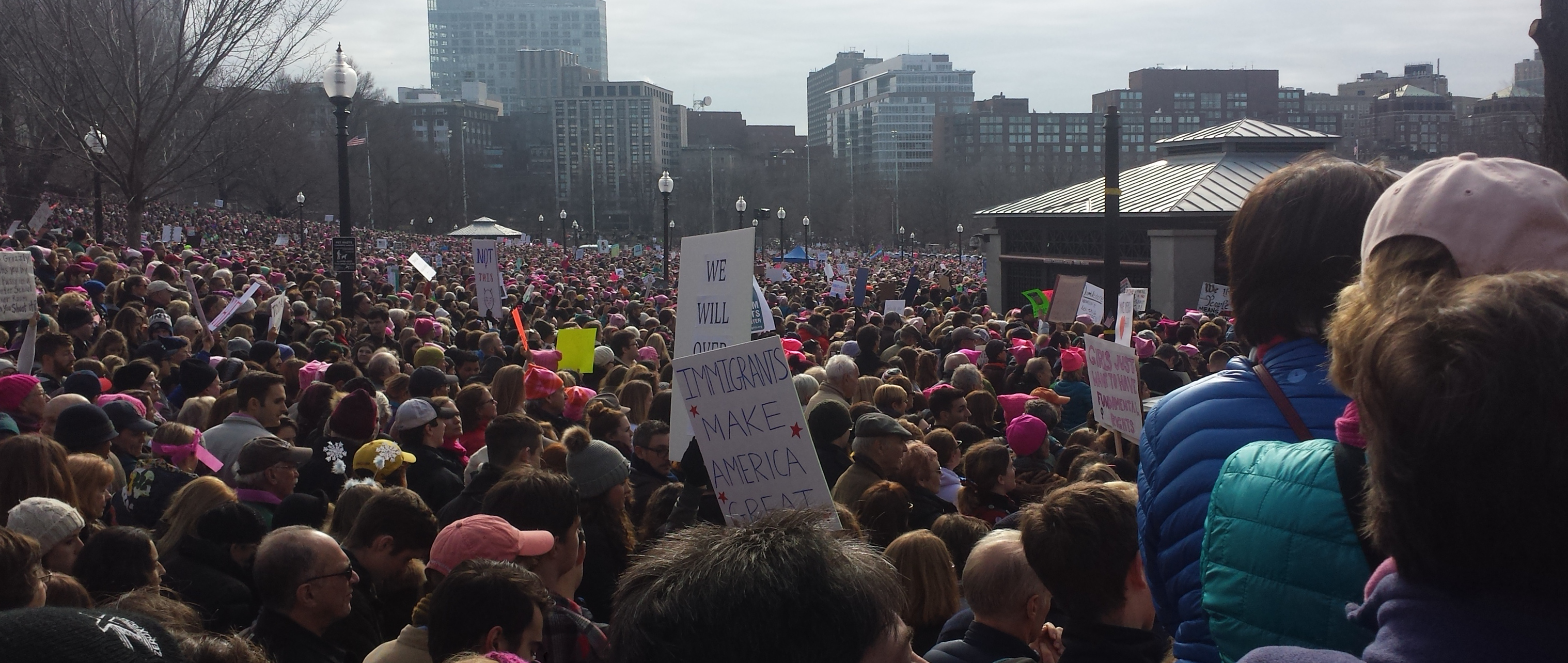
Boston
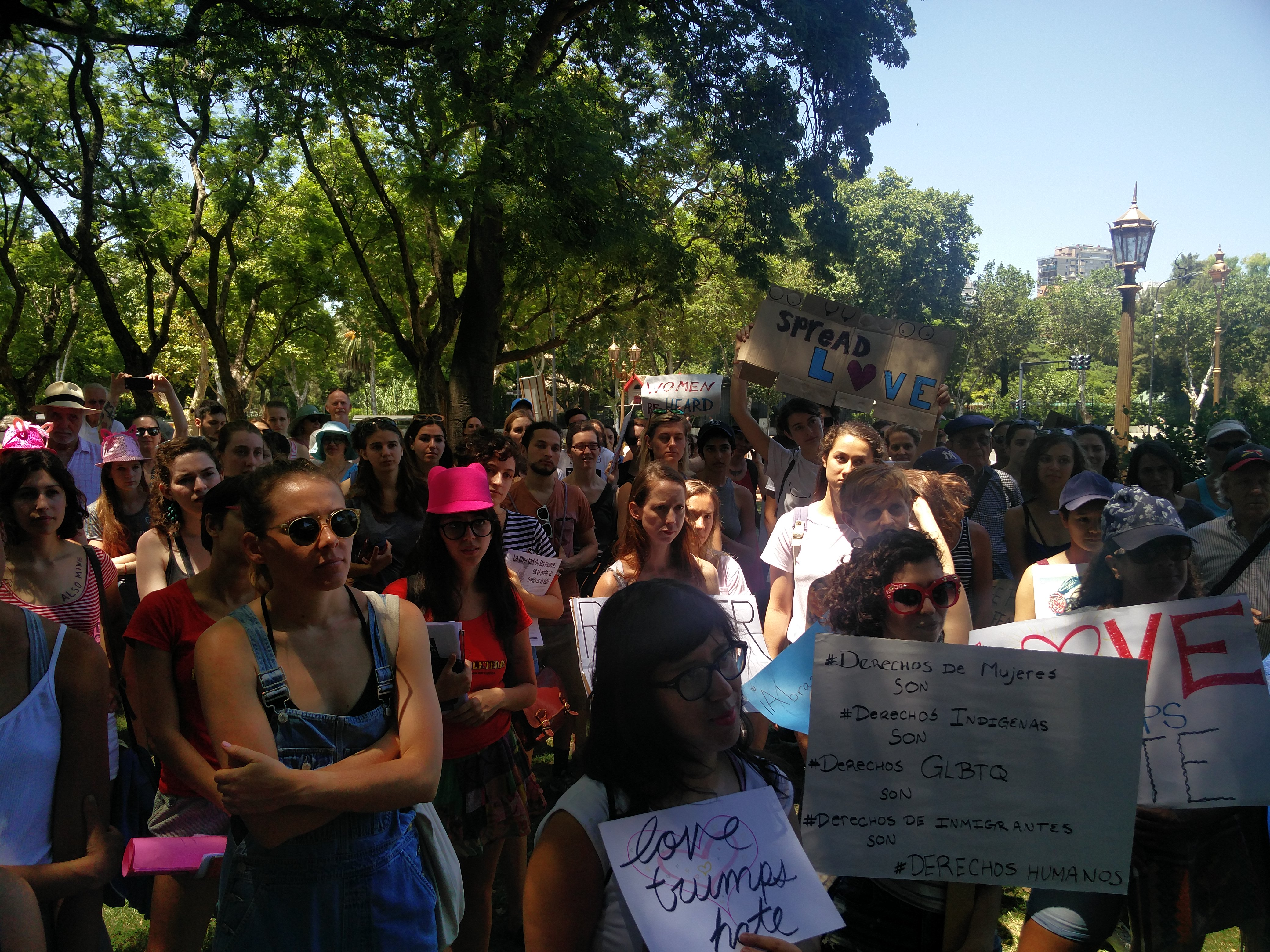
Buenos Aires
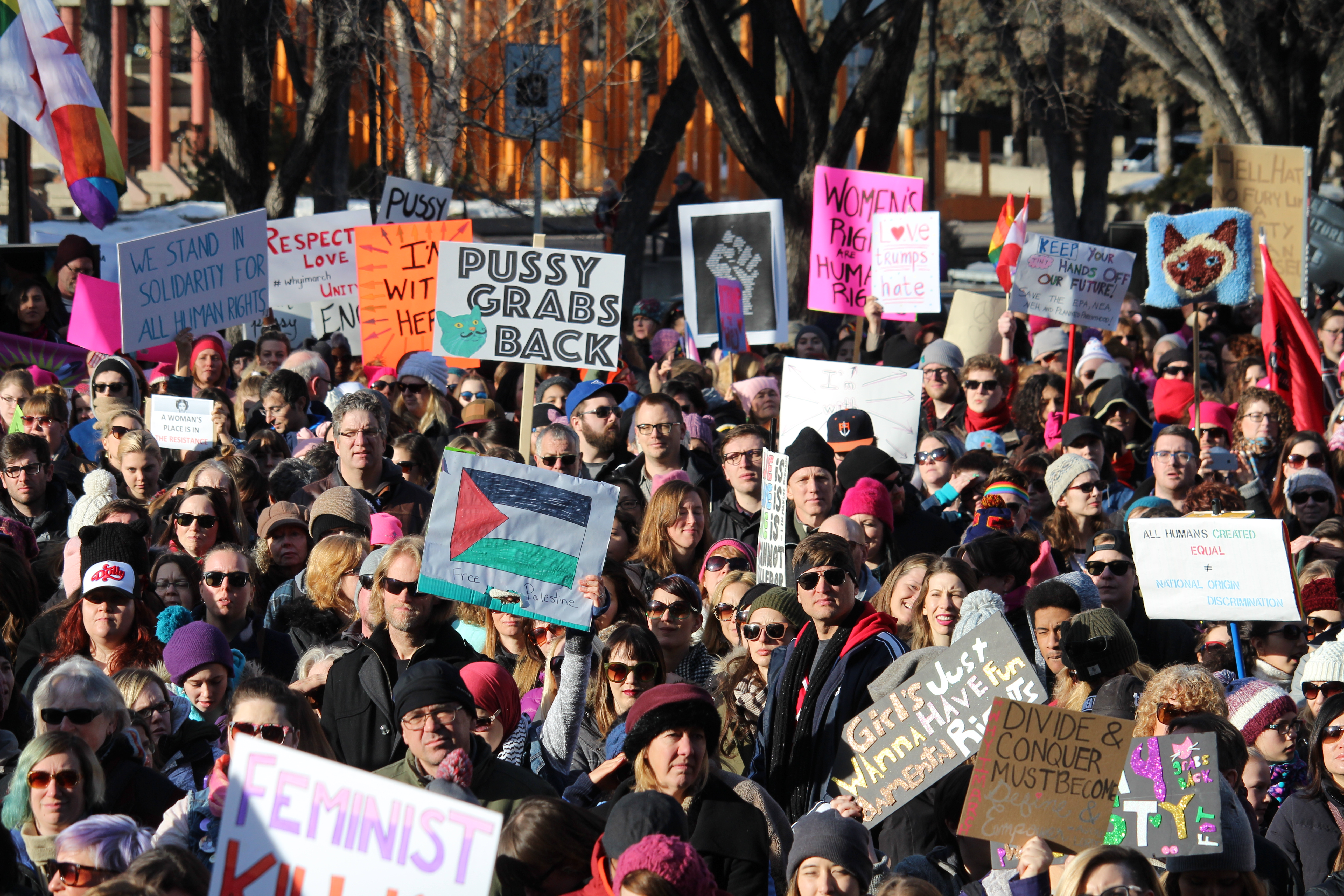
Calgary
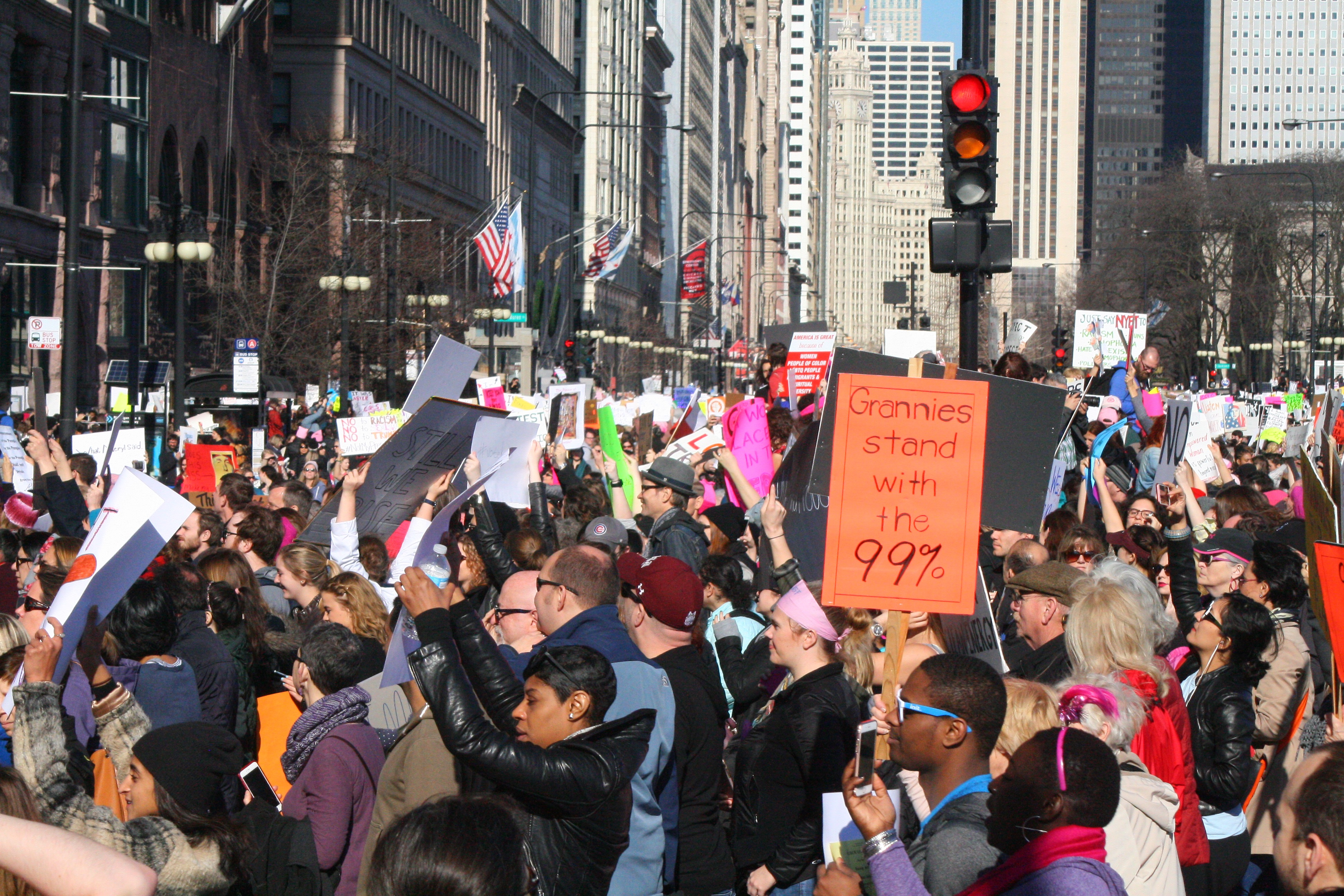
Chicago
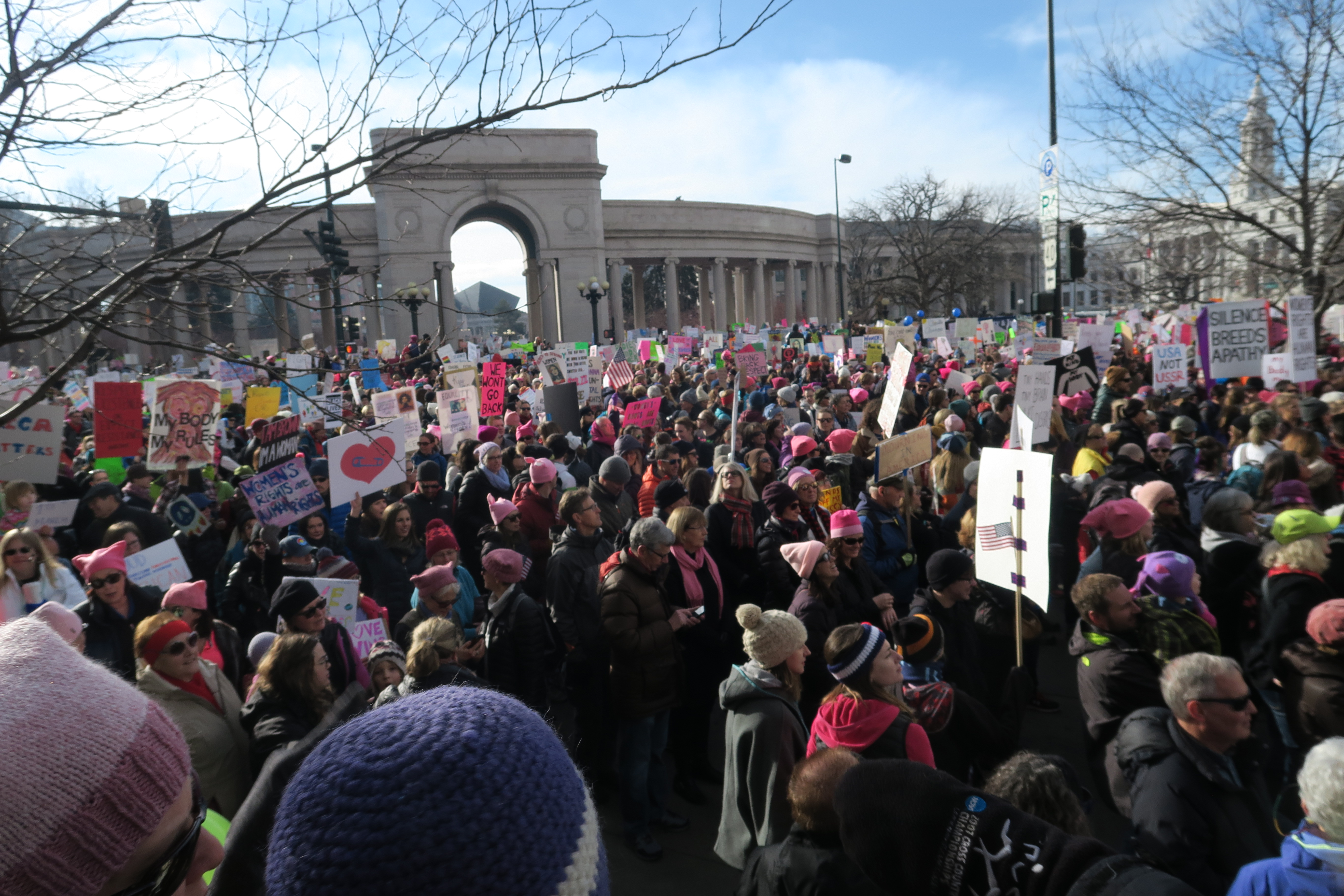
Denver
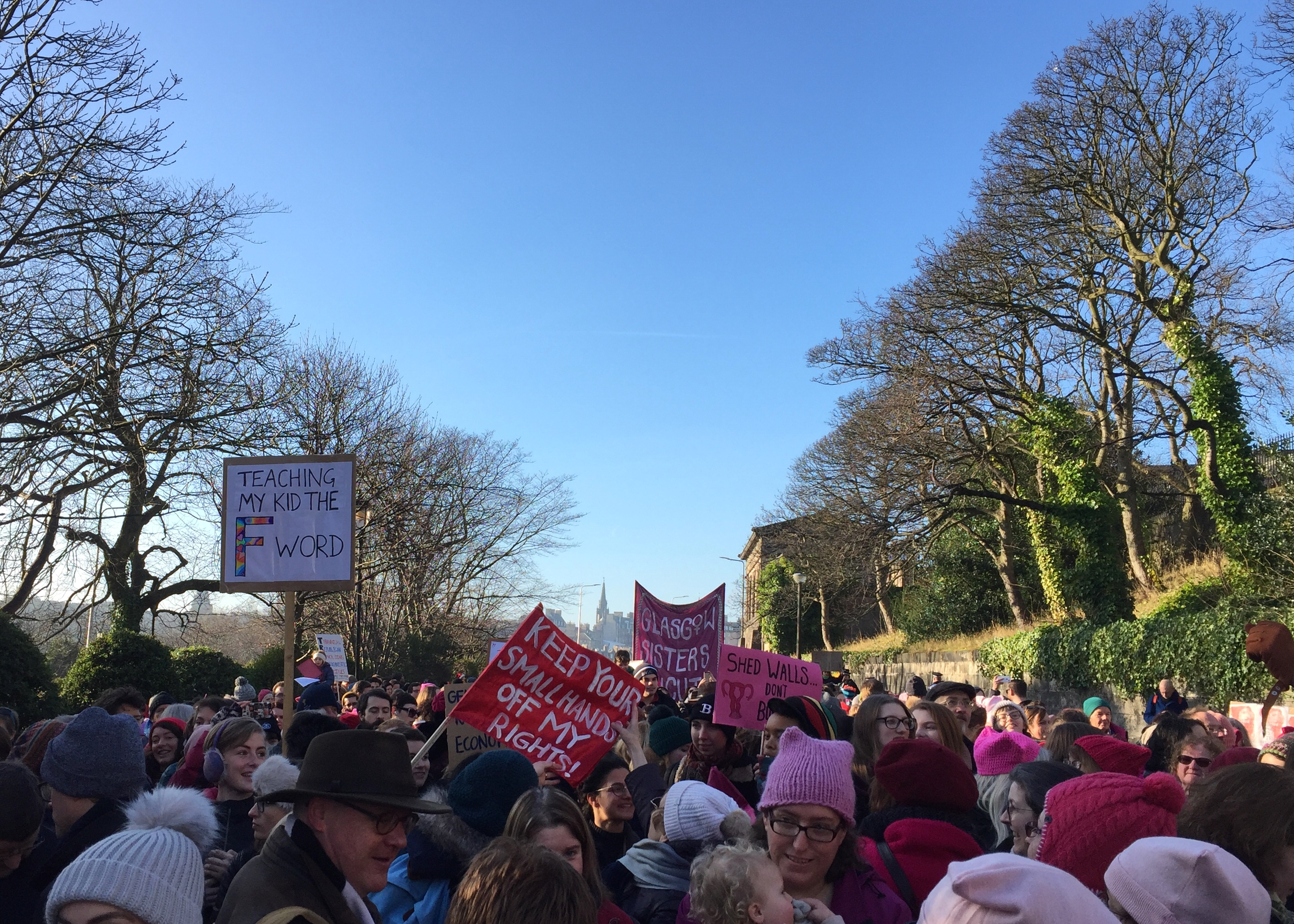
Edinburgh
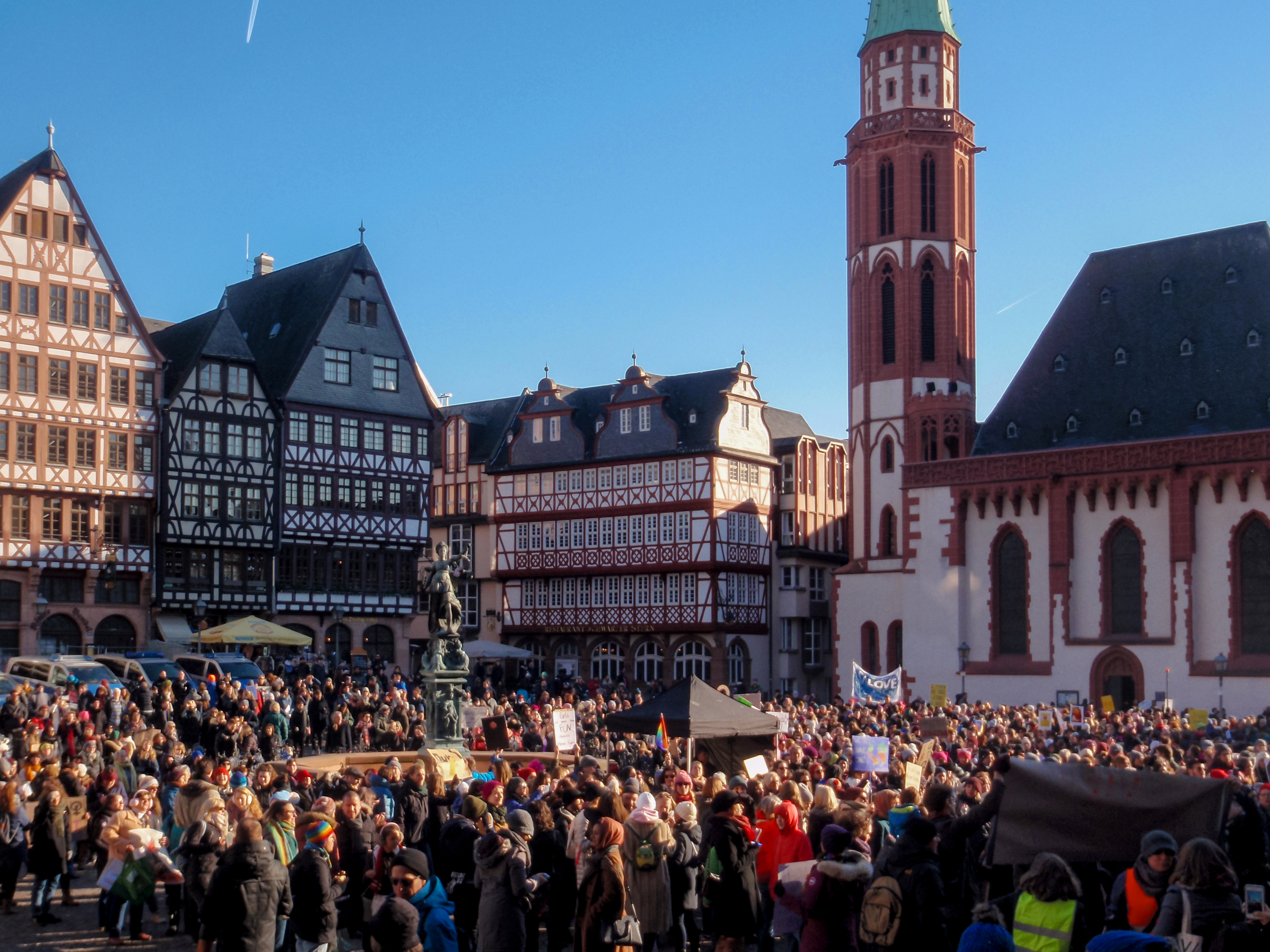
Frankfurt
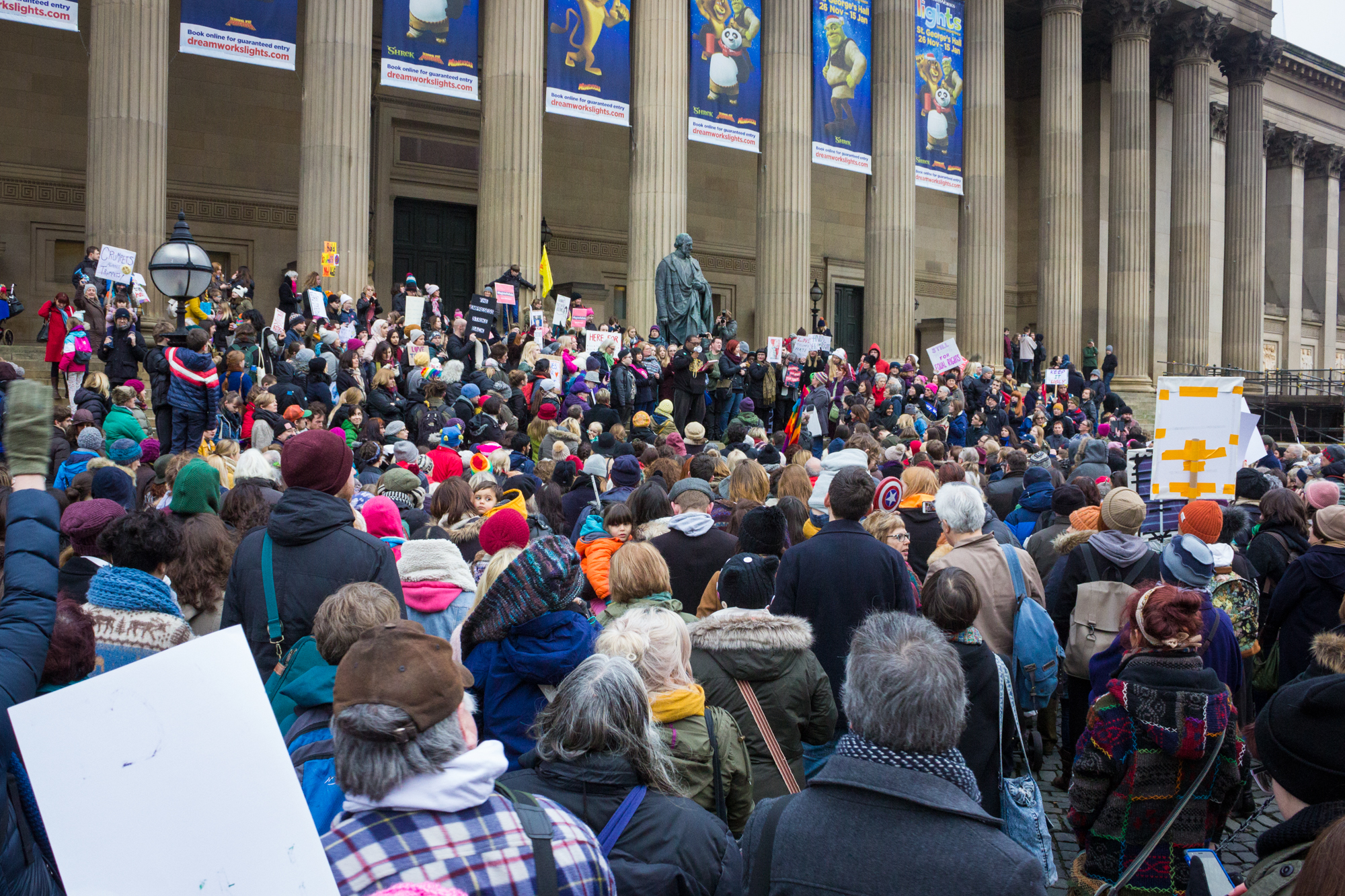
Liverpool
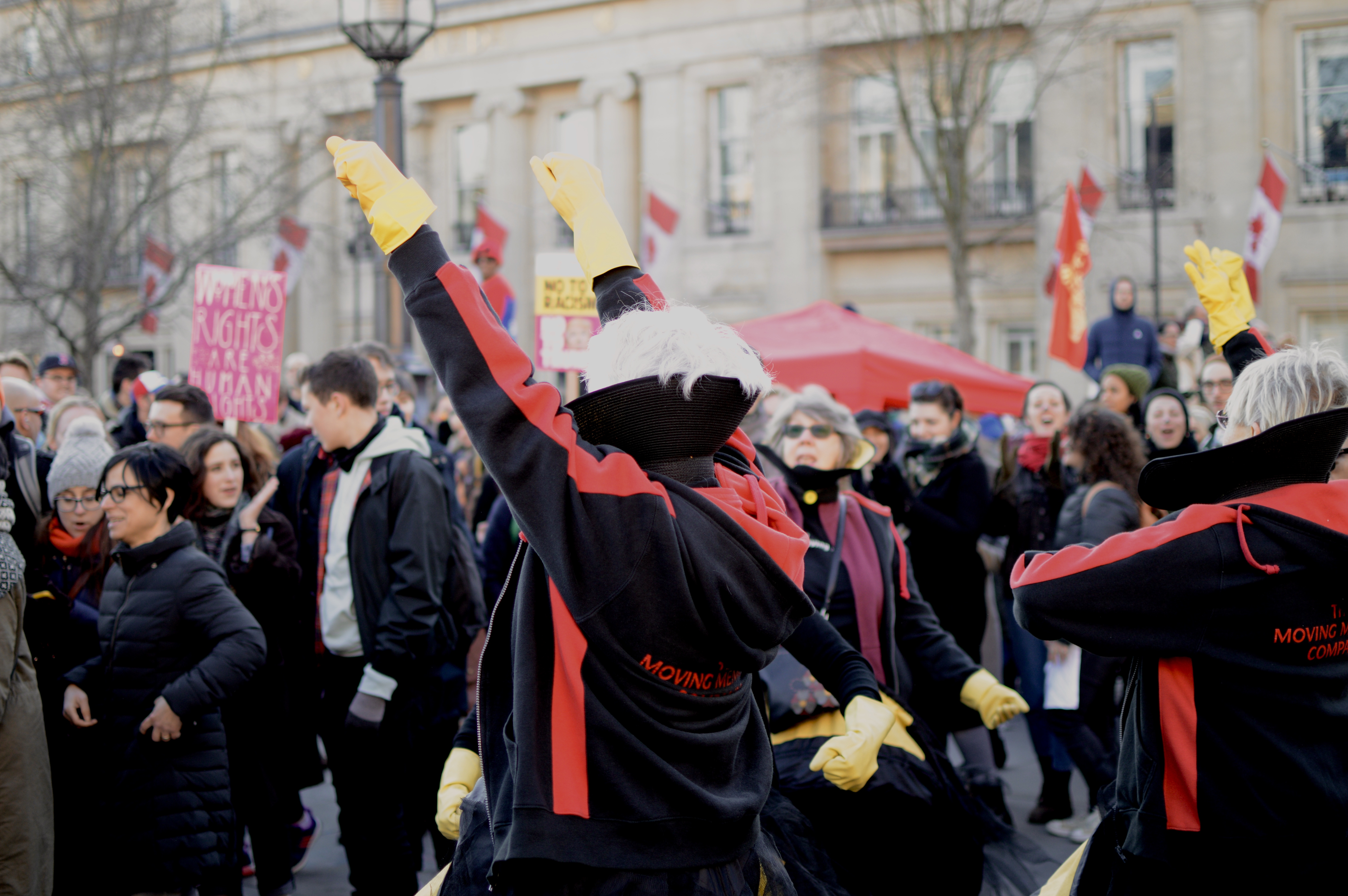
Londra
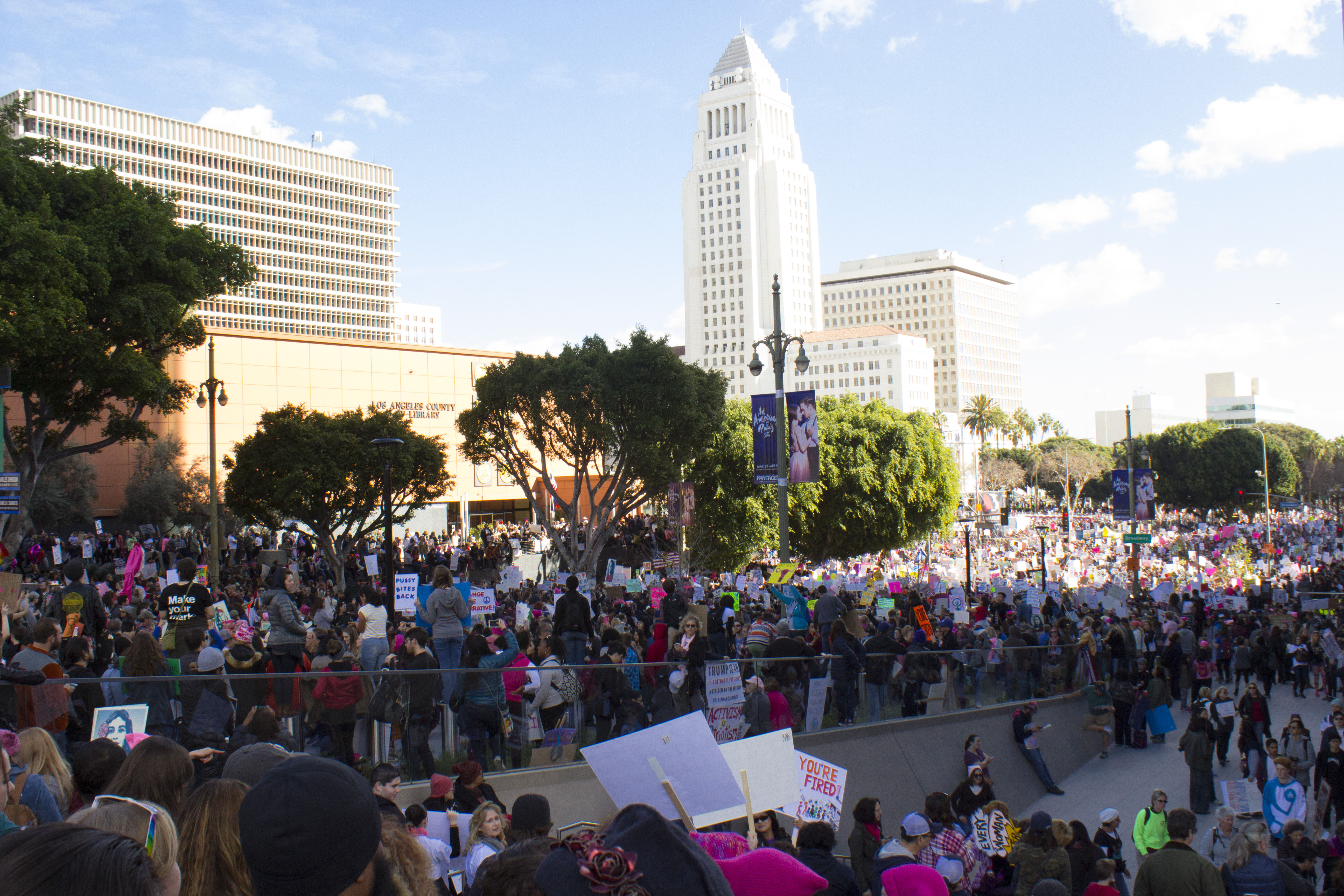
Los Angeles
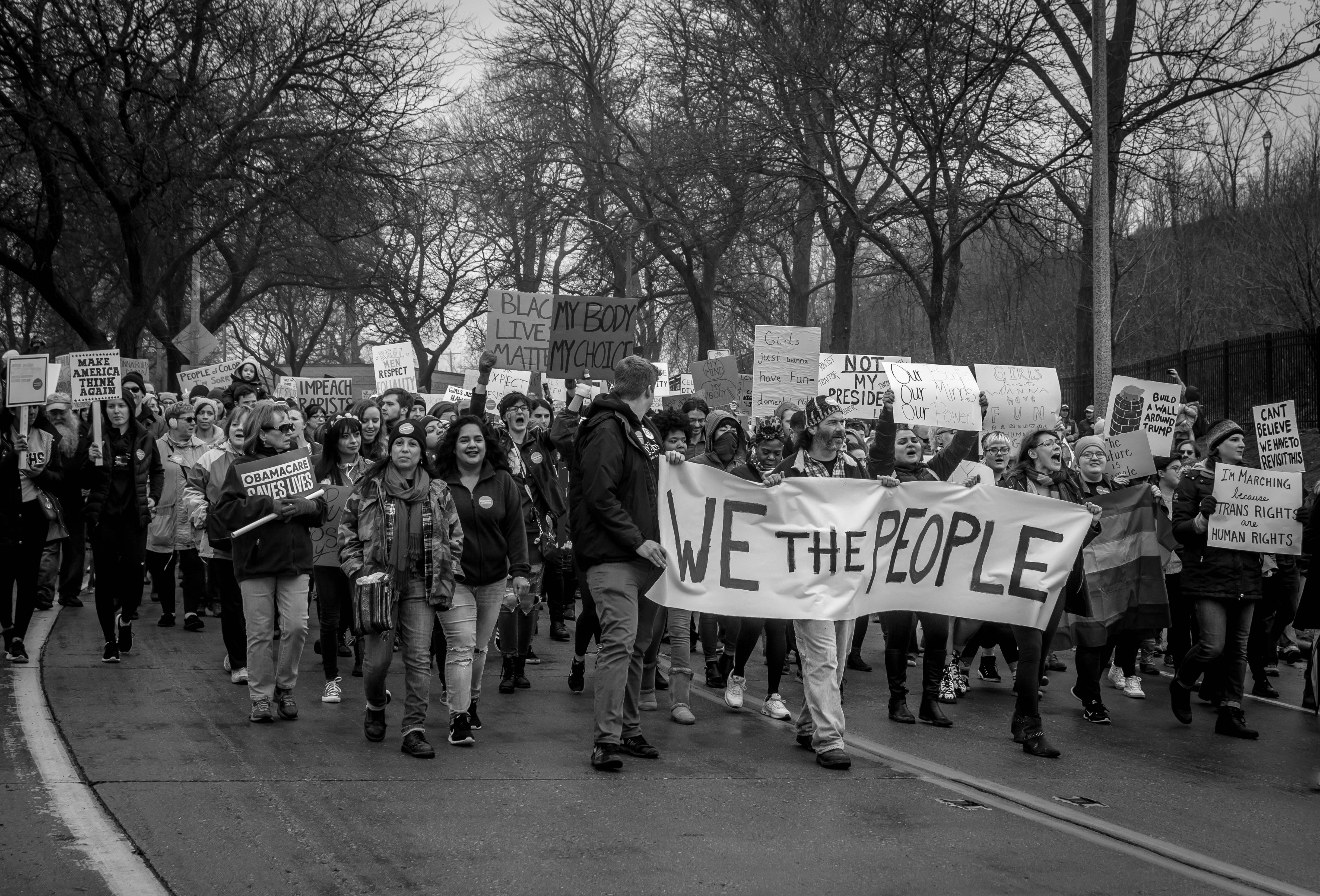
Milwaukee
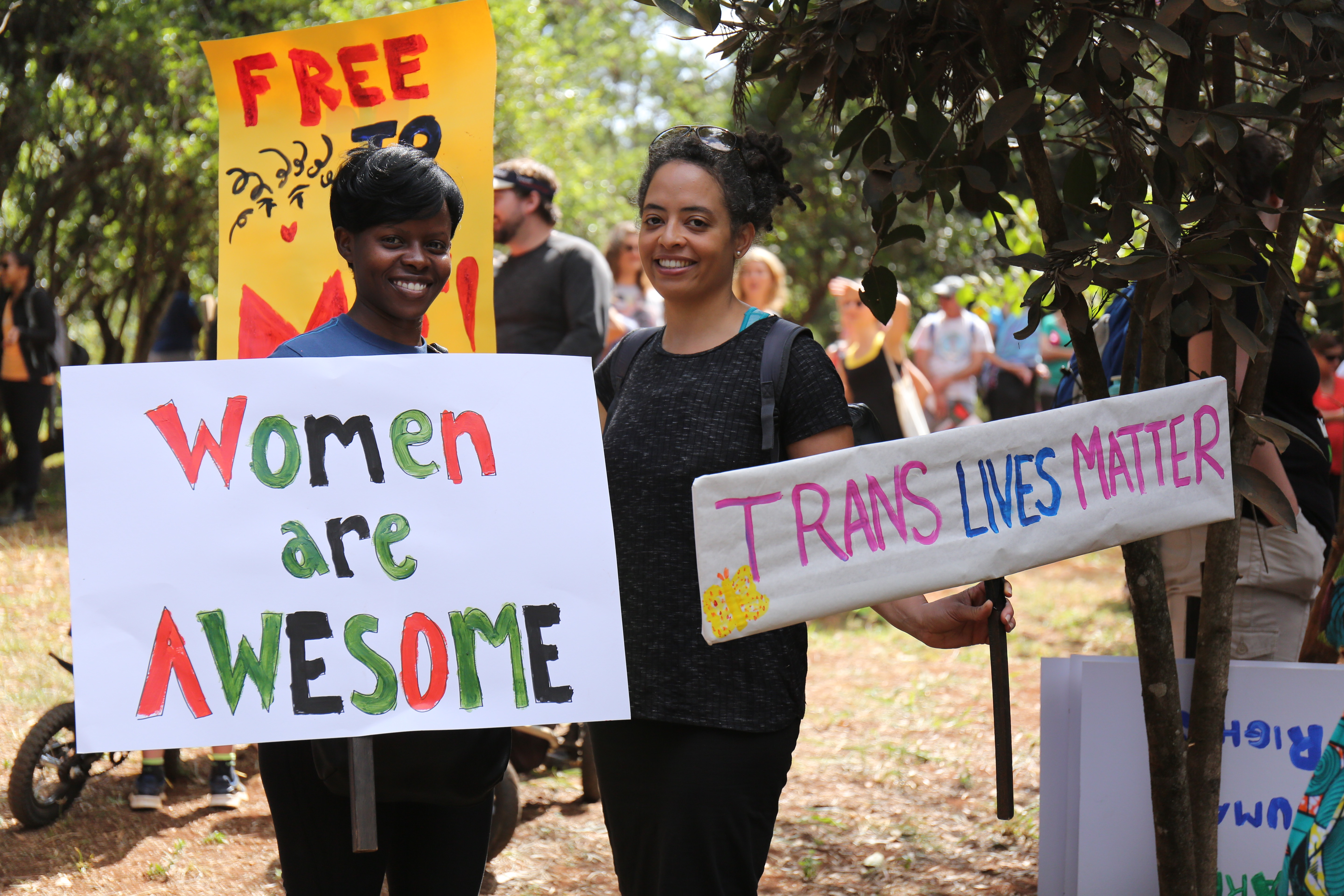
Nairobi
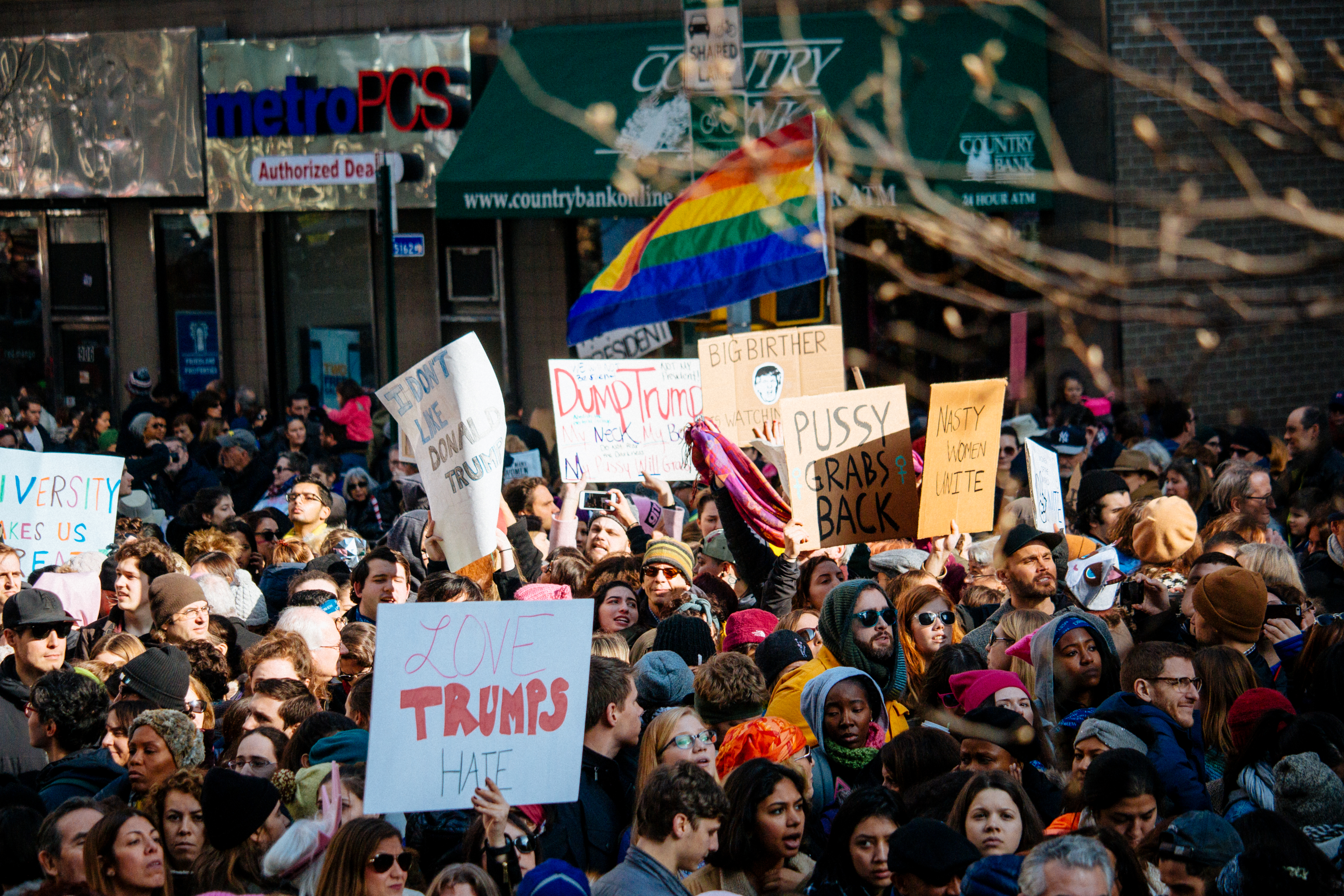
New York
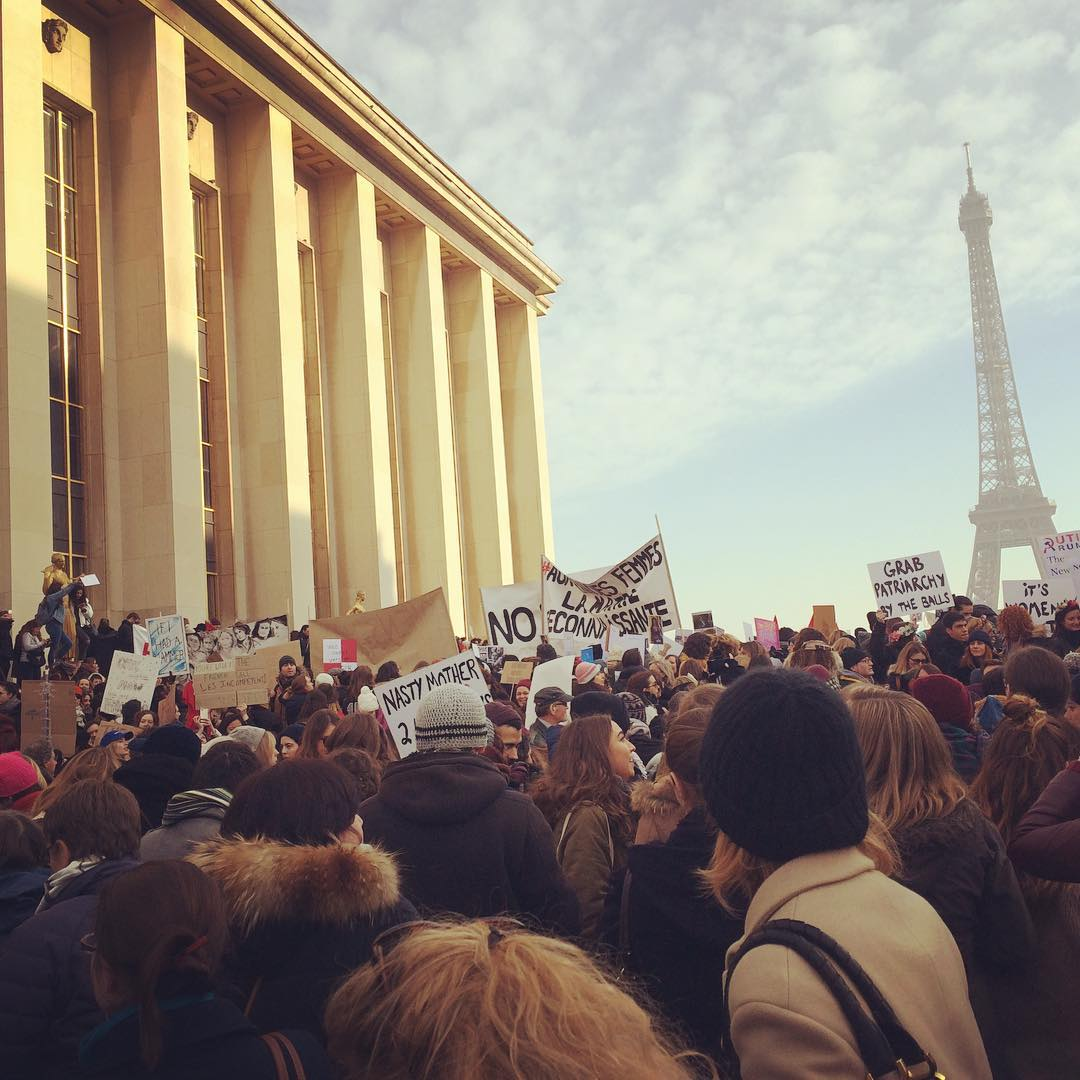
Paris
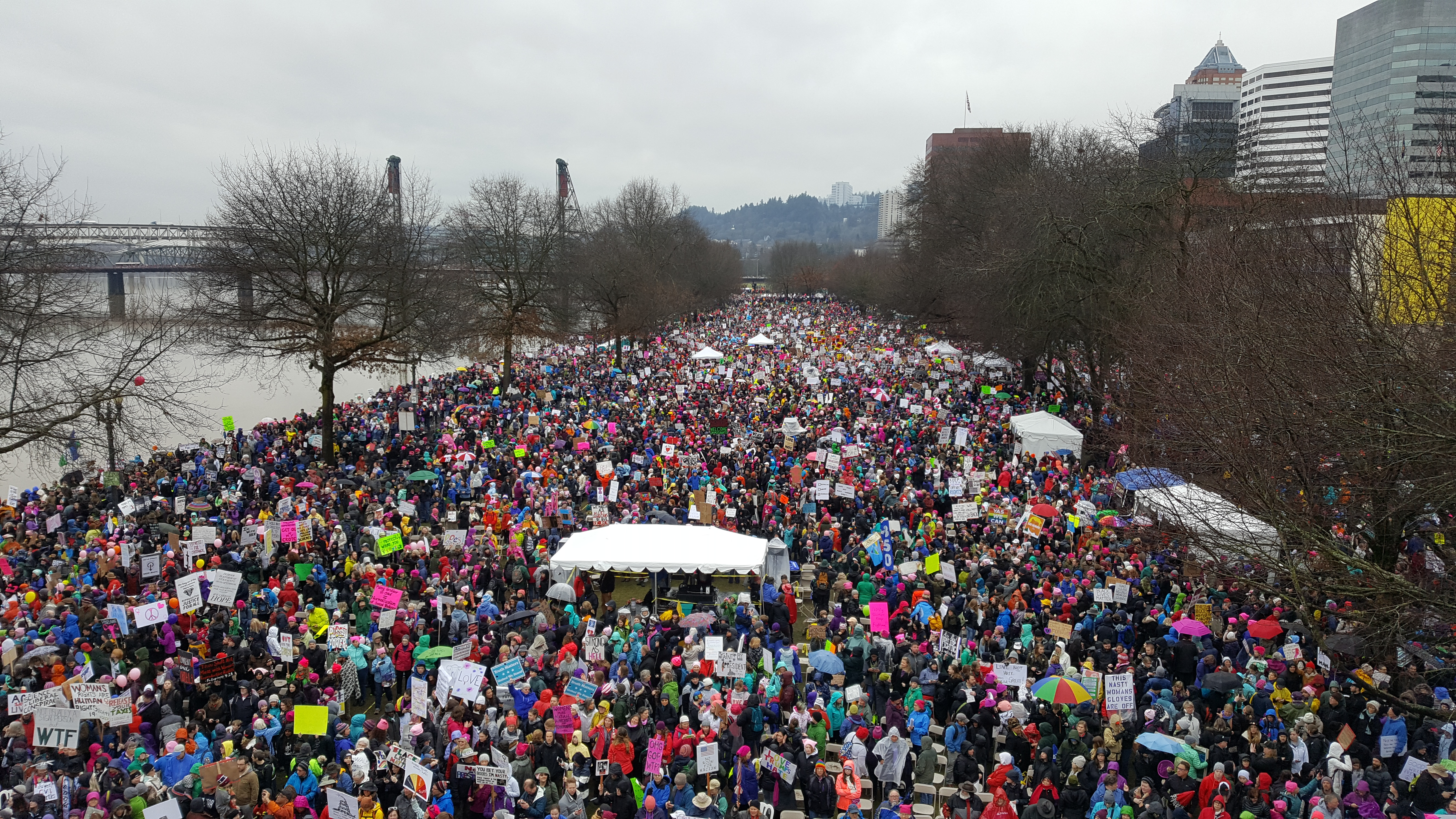
Portland
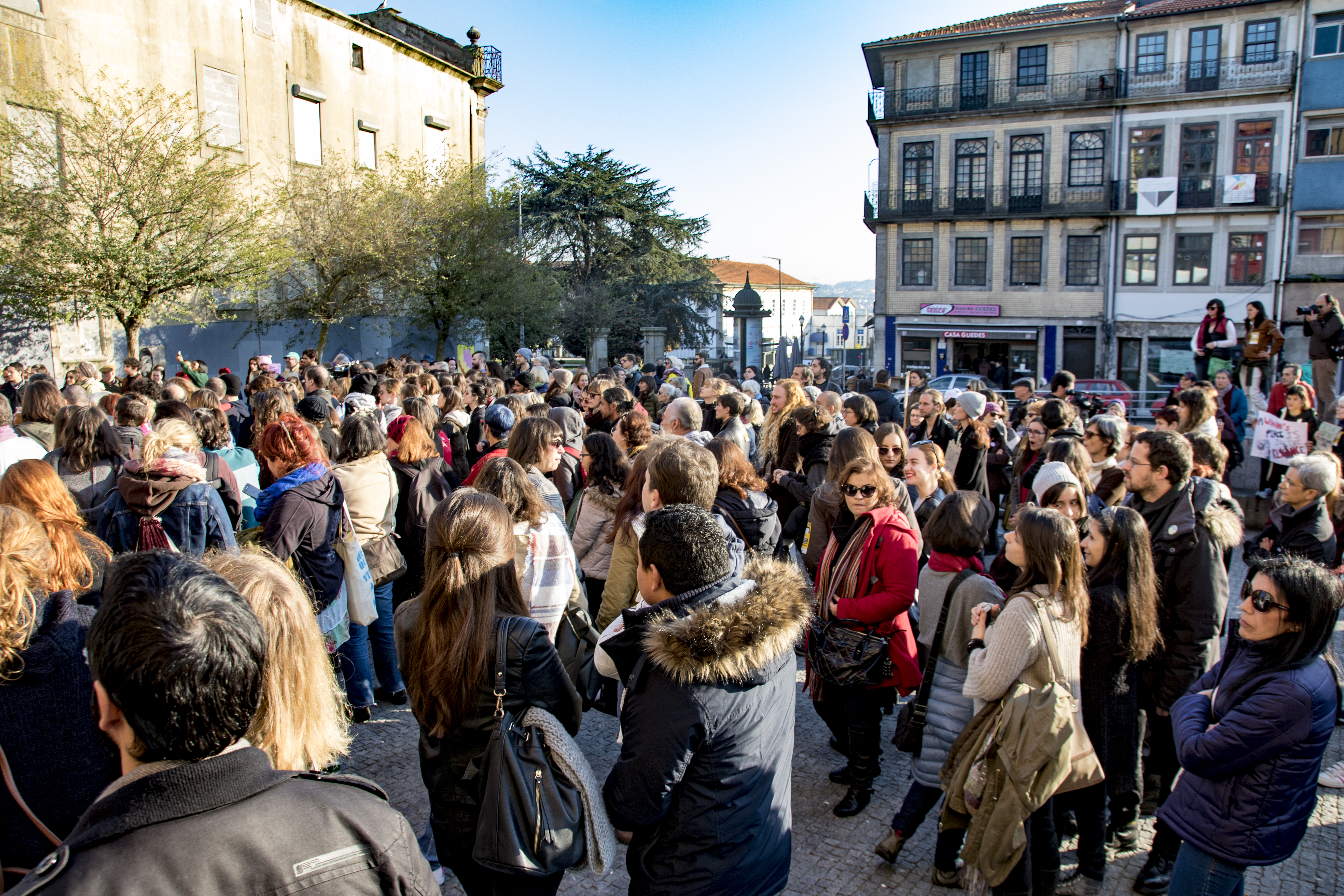
Porto
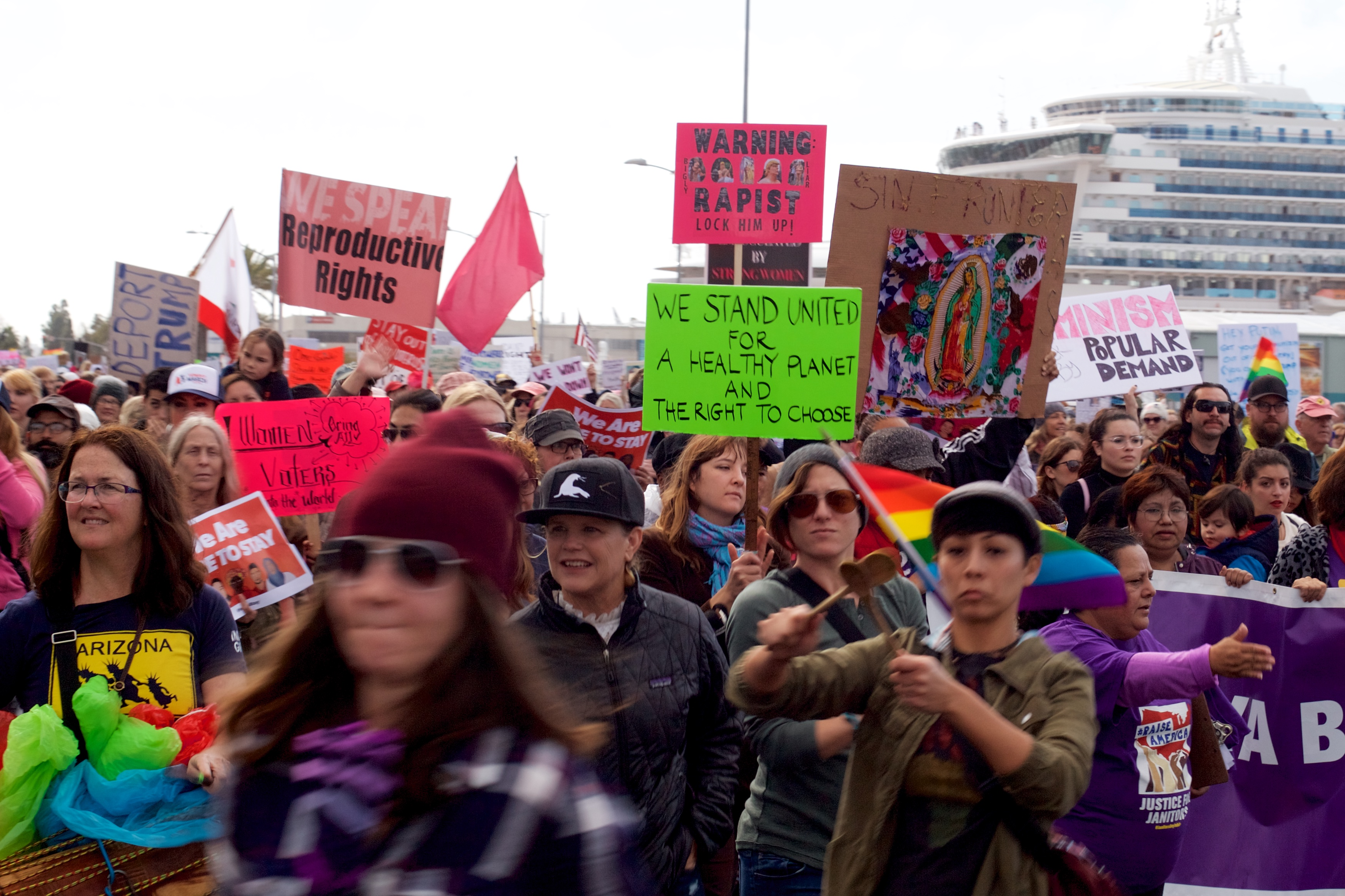
San Diego
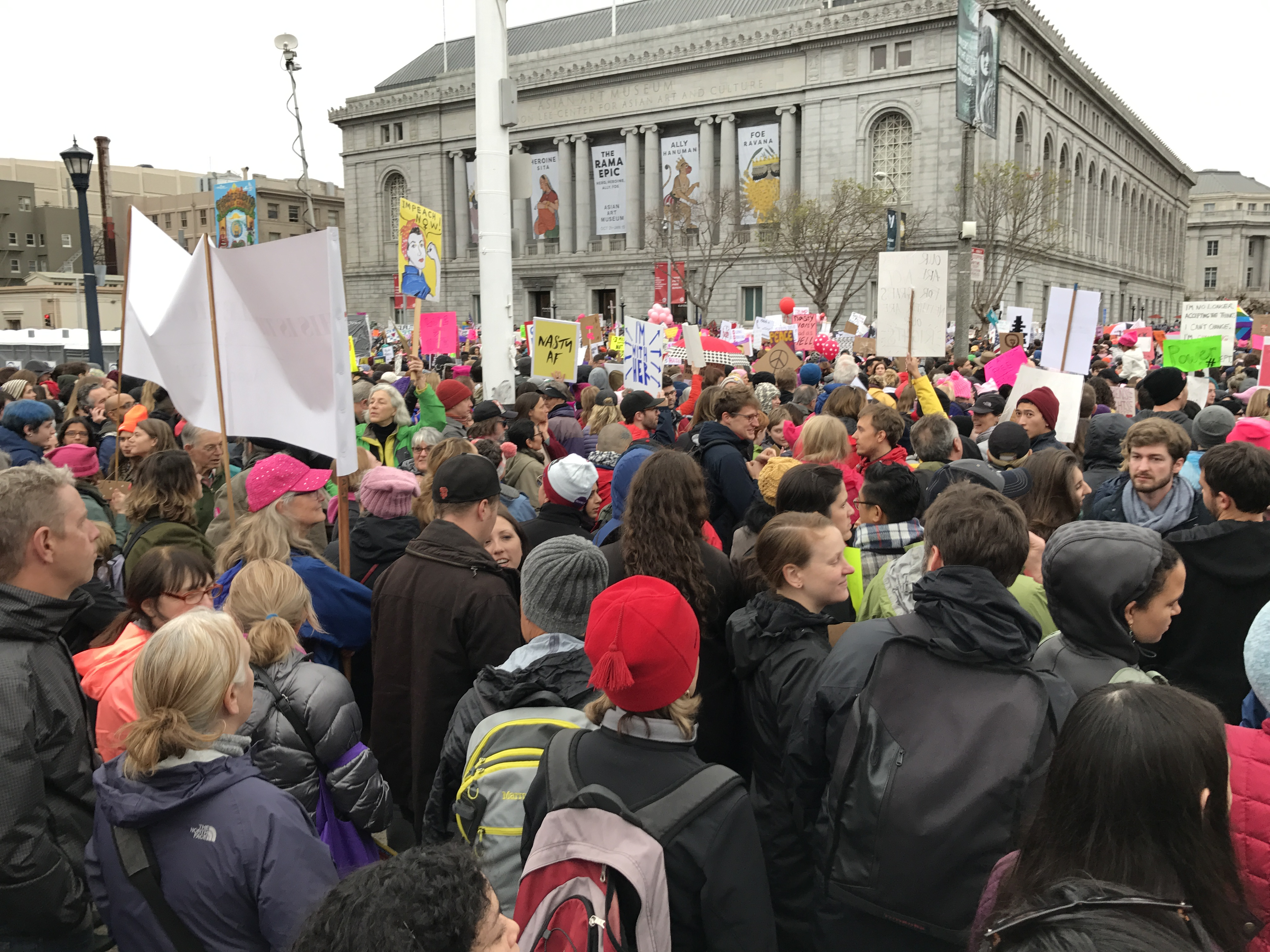
San Francisco
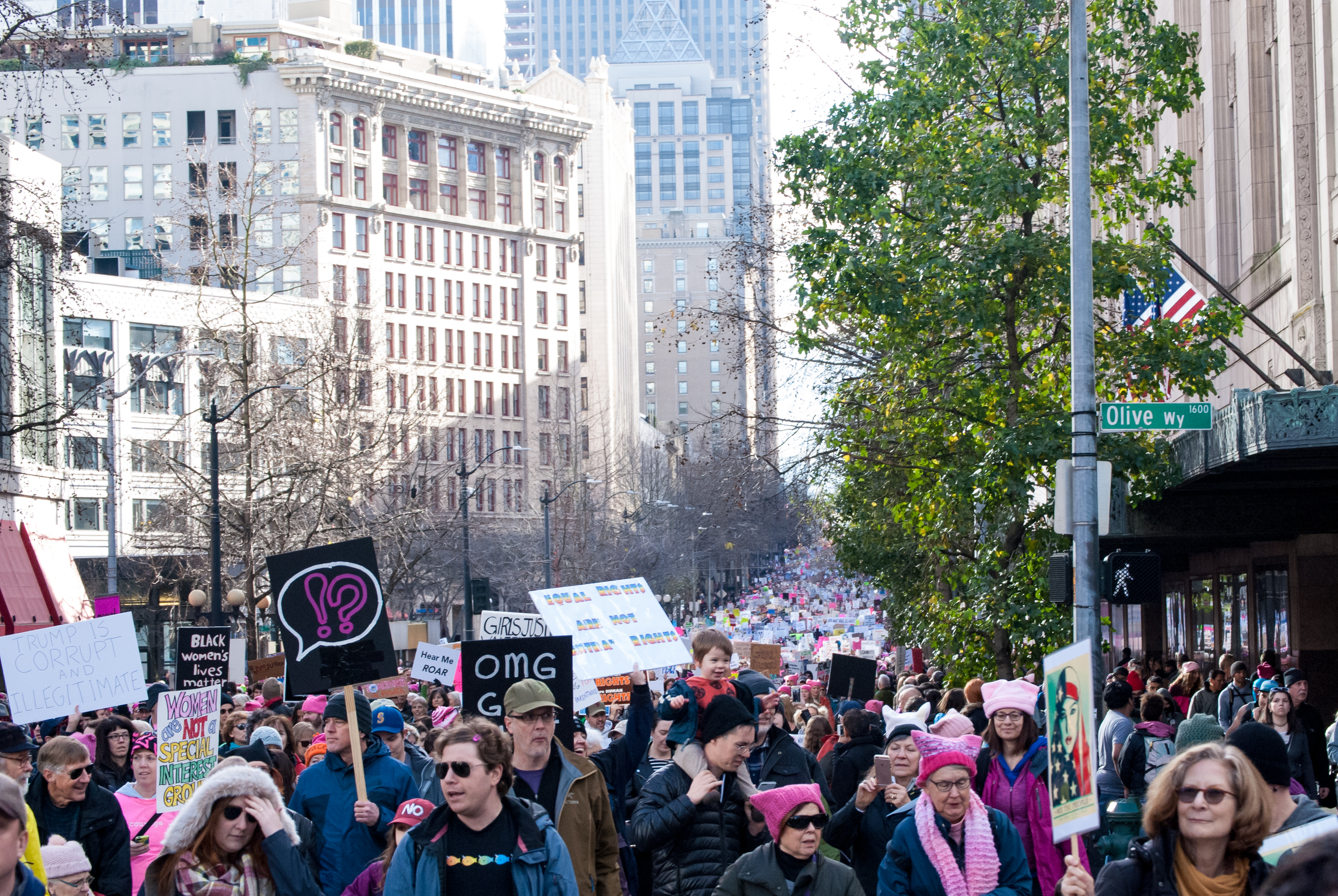
Seattle
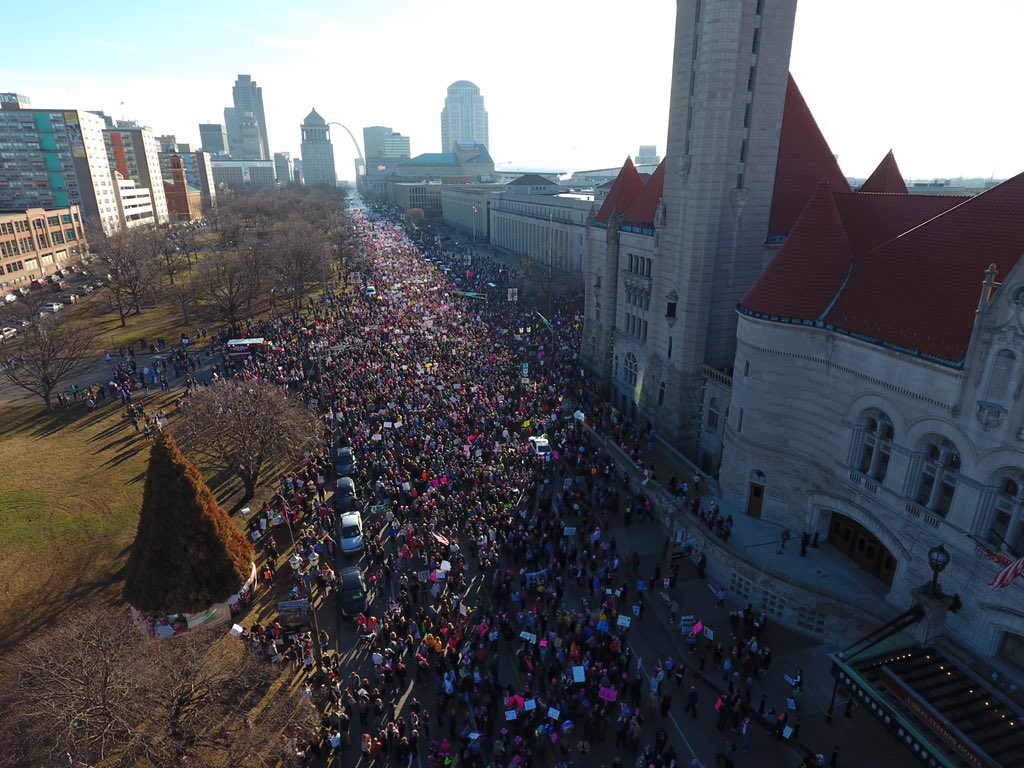
St. Louis
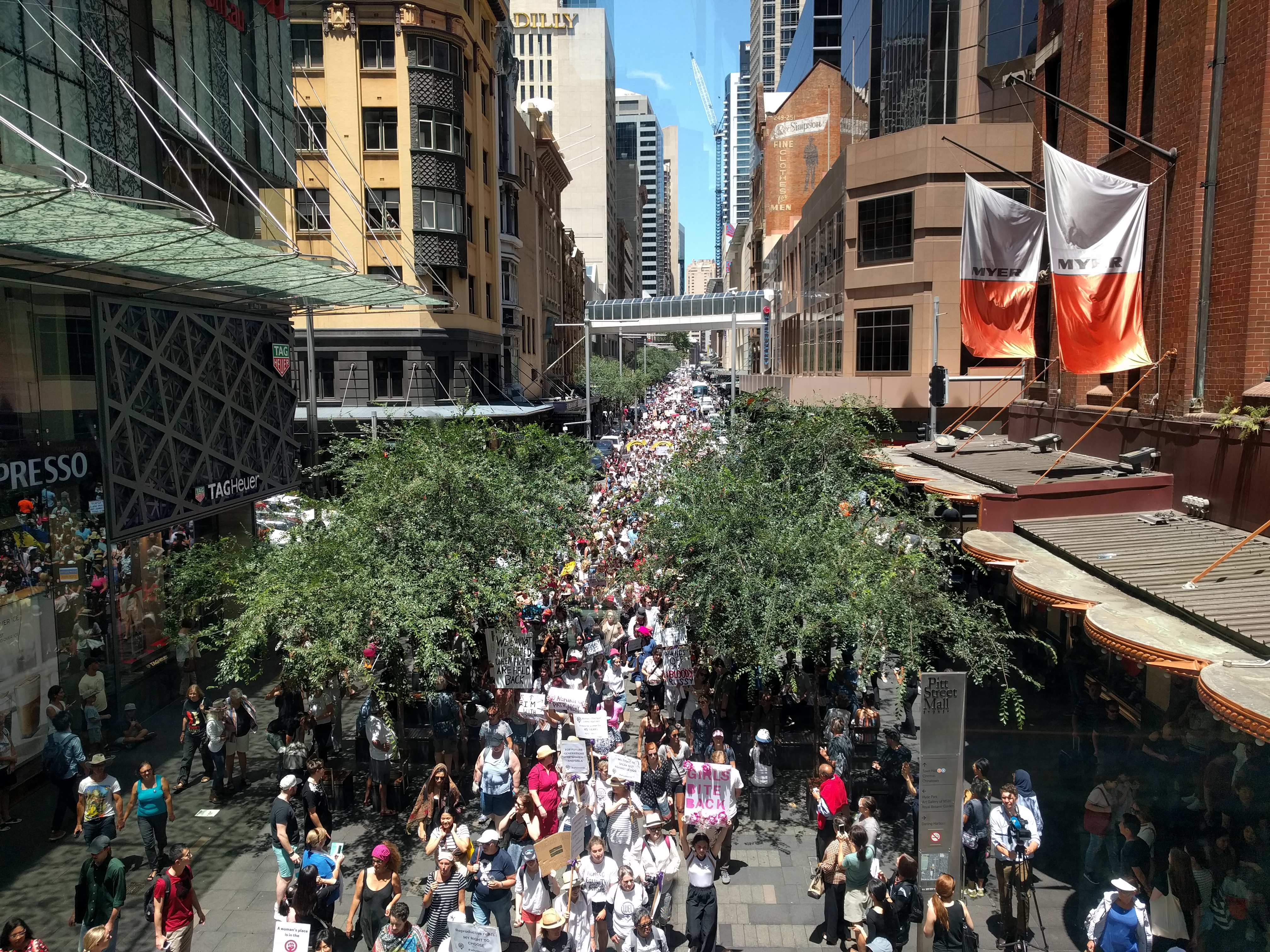
Sydney
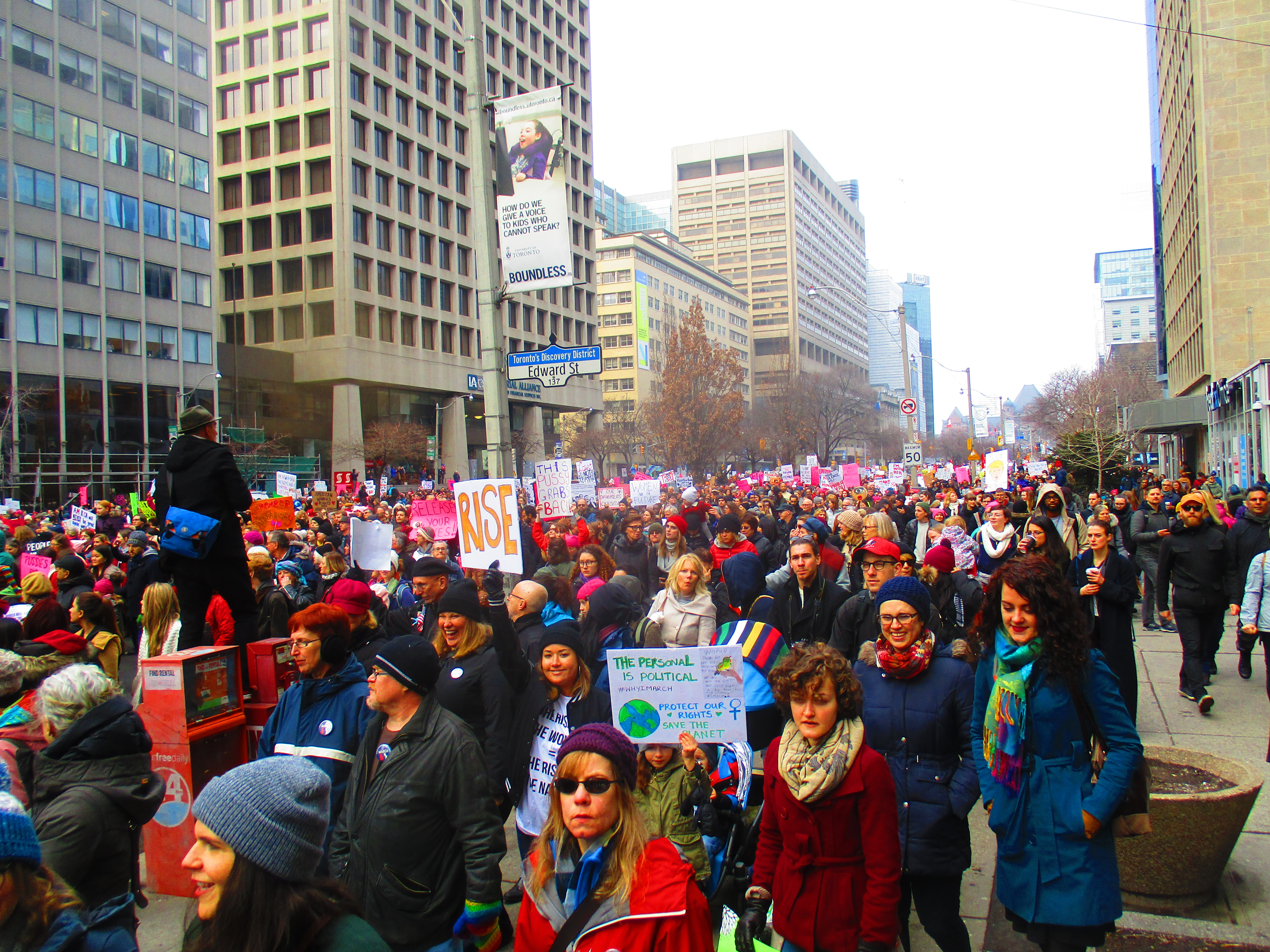
Toronto
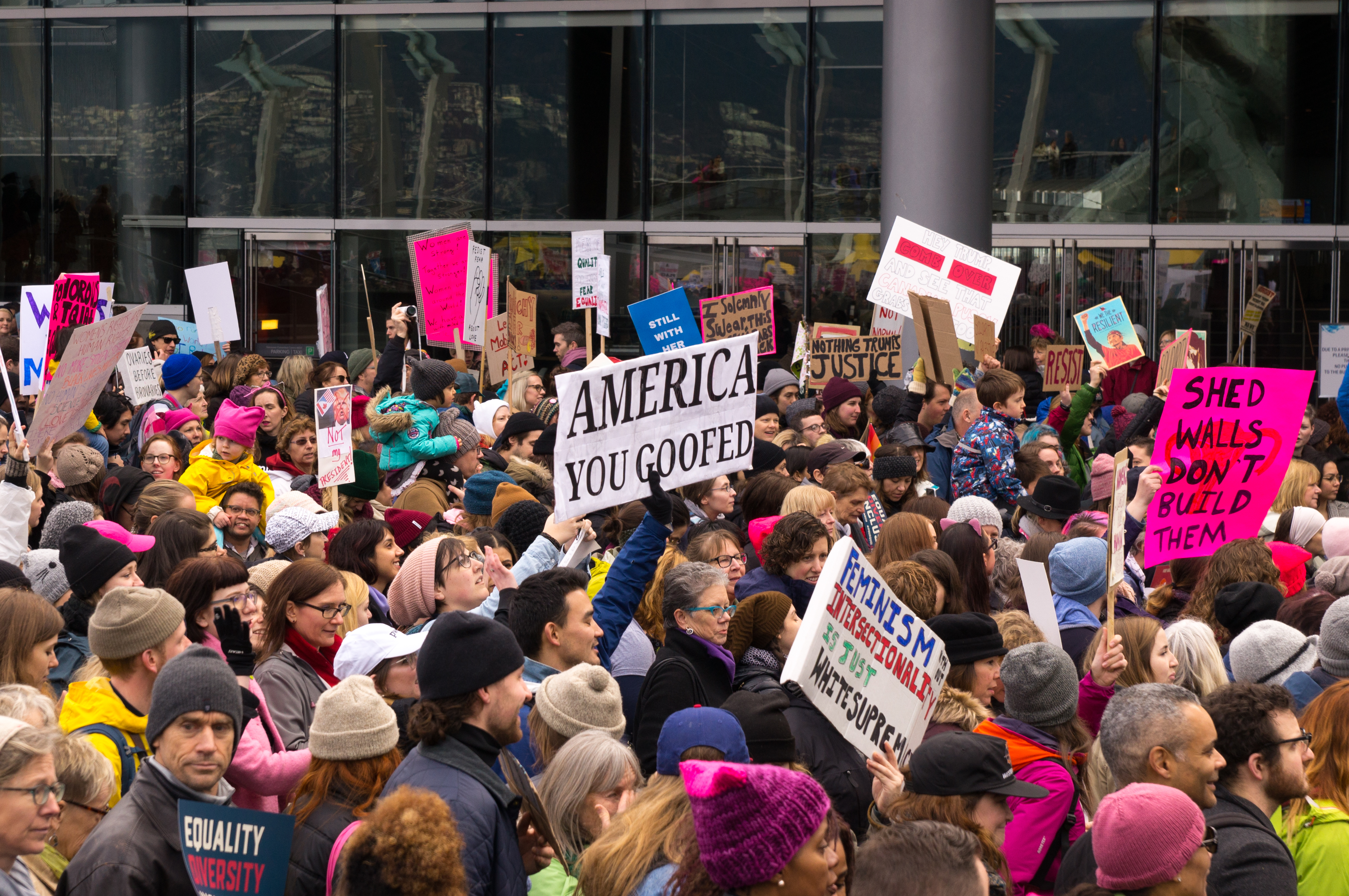
Vancouver
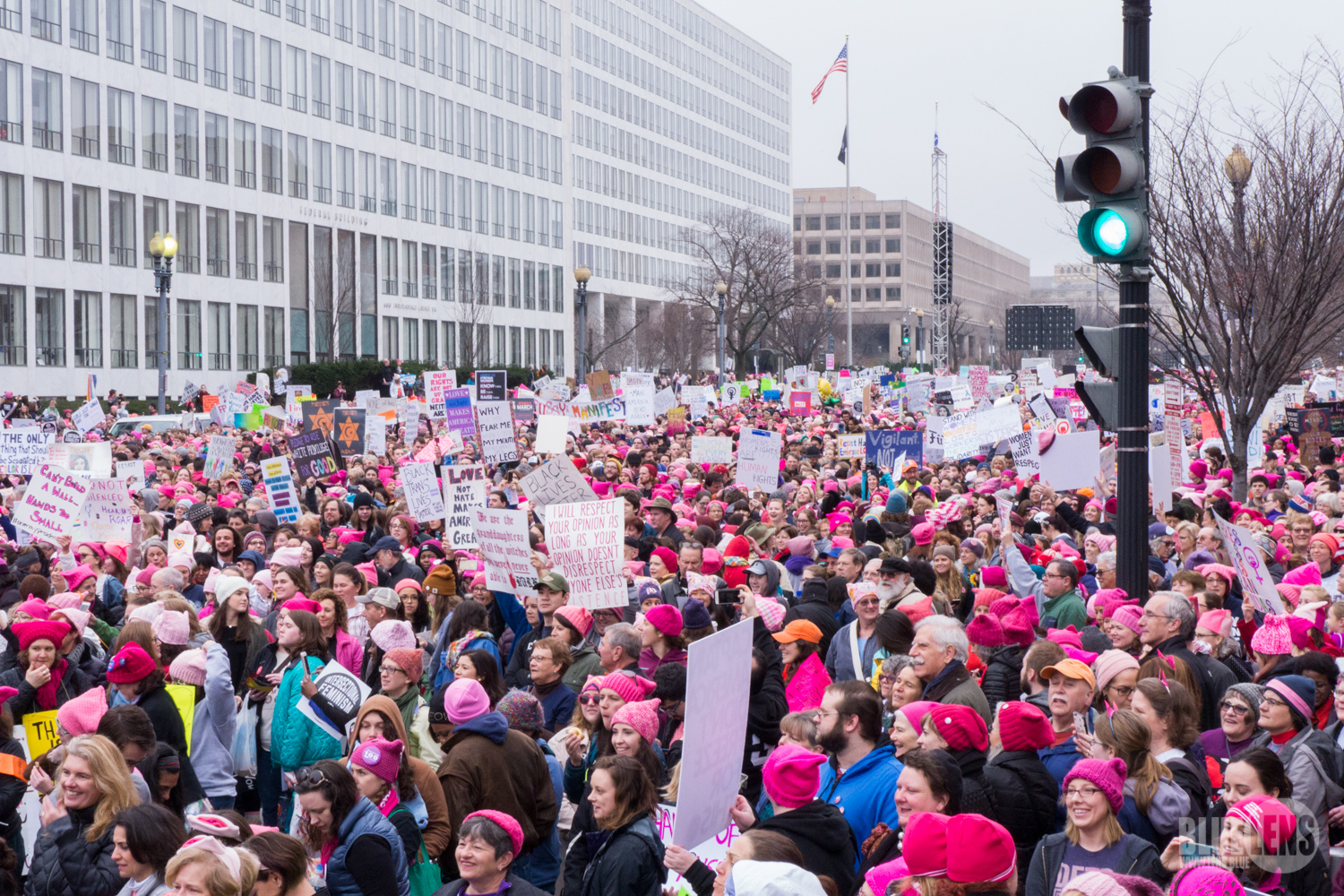
Washington, D.C.
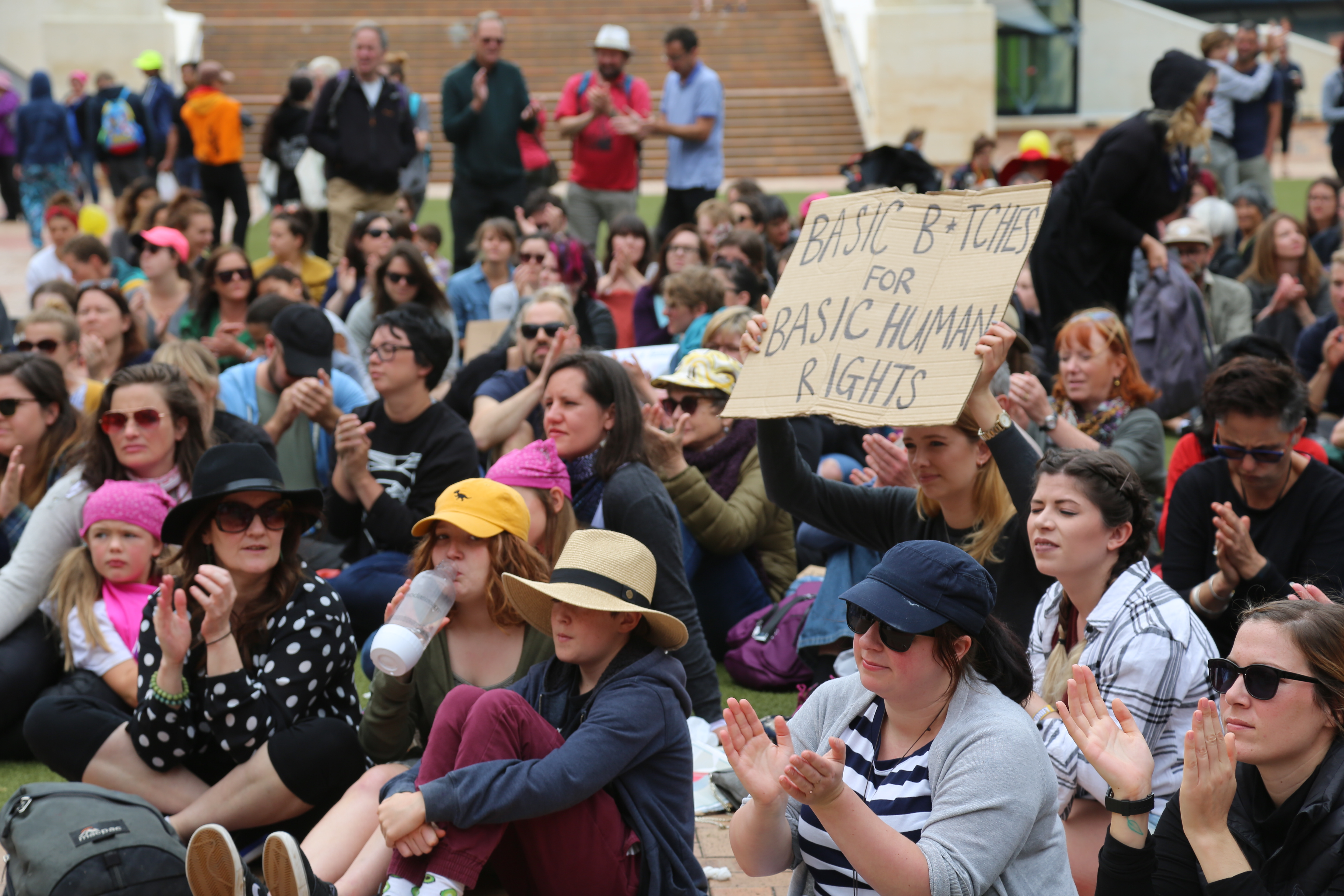
Wellington